# Barbara Baarsma

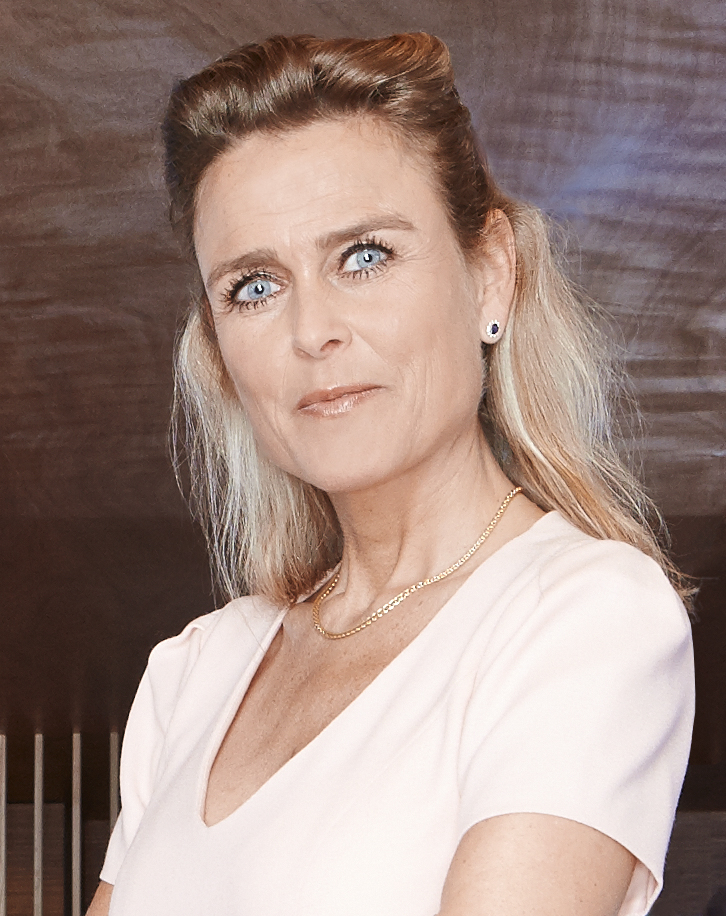
Barbara Baarsma im März 2014

Barbara Elisabeth Baarsma (* 19. November 1969 in Leiden) ist eine niederländische Wirtschaftswissenschaftlerin und Bankmanagerin.

## Werdegang
Baarsma begann 1988 ein Produktdesign-Studium an der Technischen Universität Delft. Im folgenden Jahr wechselte sie an die Universiteit van Amsterdam, an der sie 1993 ihr Wirtschaftswissenschaftsstudium als Bachelor of Arts „cum laude“ abschloss. Im April 2000 promovierte sie unter Anleitung von Jan Lambooy und Bernard van Praag an der Hochschule. Im Anschluss blieb sie an der Universität und war im Wirtschaftsinstitut SEO Economisch Onderzoek tätig. Nachdem sie 2006 zur stellvertretenden Institutsleiterin aufgestiegen war, übernahm sie als Nachfolgerin des aus Altersgründen ausscheidenden Jules Theeuwes im November 2008 die Institutsleitung. 2009 wurde sie zudem zur ordentlichen Professorin für Marktbewegung und Wettbewerbsökonomie an der Universiteit van Amsterdam berufen.
2016 verließ Baarsma SEO Economisch Onderzoek und übernahm parallel zu ihrer Professur die Leitung der Grundlagen-Abteilung der Rabobank. Mit Wirkung vom 1. Januar 2019 wechselte sie ins operative Bankmanagement und übernahm die Leitung der Rabobank Amsterdam, was Gerüchte über eine mögliche Nachfolge des Genossenschaftskonzernvorsitzenden Wiebe Draijer befeuerte. Im März 2021 wechselte sie als Chief Executive Officer an die Spitze der Rabo Carbon Bank, verließ aber nach zwei Jahren aufgrund „einer abflachenden Lernkurve“ den Posten wieder.
Baarsma trat als Beraterin für verschiedene staatliche und öffentliche Einrichtungen in Erscheinung, zudem ist sie ein häufiger Gast in Radio- oder Fernsehsendungen, um wirtschaftliche Themen zu kommentieren. Unter anderem wurde sie vom niederländischen Gesundheitsminister Ab Klink sowie dessen Nachfolgerin Edith Schippers in Expertenkommissionen eingeladen.